# Риттер, Хельмут
Хе́льмут Ри́ттер (нем. Hellmut Ritter; 27 февраля 1892, Хессиш-Лихтенау, земля Гессен — 19 мая 1971, Оберурзель, земля Гессен) — немецкий востоковед. Брат историка Герхарда Риттера.

## Биография
Сын священника. Учился в Галле у Карла Брокельмана и Пауля Кале, затем в 1910—1913 — в Страсбурге у Карла Генриха Беккера. Поступил на работу в Гамбургский университет, на протяжении года был ассистентом Аби Варбурга. В 1914 году выдержал докторский экзамен. Затем был призван в германскую армию в качестве переводчика и служил в Ираке и Палестине. В 1919 г. вернулся в Гамбургский университет как преподаватель, став ординарным профессором и заняв кафедру восточных языков.
В 1925 г. был привлечён к суду по уголовной статье за мужеложество и был приговорён к исправительным работам. В марте 1926 года был уволен из университета. В том же году он покинул Германию и был направлен в Стамбул, где на протяжении многих лет изучал ислам, работал в архивах Османской империи, а с 1935 года преподавал в Стамбульском университете, став первым директором Восточного института (тур. Şarkiyat Enstitüsü) при нём. Среди его учеников были Ахмет Атеш и Фуат Сезгин.
Лишь в 1949 г. он вернулся в Германию и в 1953—1956 гг. был профессором Франкфуртского университета, после чего ещё 13 лет работал в Стамбуле.
Членкор Британской академии (1966) и Арабской академии в Дамаске. Удостоен почётной степени Стамбульского университета.
Среди заметных трудов Риттера — осуществлённое совместно с Яном Рыпкой комментированное издание поэмы Низами «Семь красавиц» (Прага—Стамбул, 1934).